# 野田仁実
野田 仁実（のだ ひとみ、1963年6月7日 - ）は、第95代内閣総理大臣である野田佳彦の妻。旧姓は柿添。

## 来歴
東京都江戸川区でガラス工場を営んでいた柿添淸治の長女として生まれた。三輪田学園中学校・高等学校を経て、東京音楽大学音楽学部に入学。大学では声楽を学び、音楽教育専攻に進んだ。その後、都内の企業で社長秘書などを務めた。
1988年（昭和63年）に当時千葉県議会議員であった野田佳彦と、ある後援者を通じて出会った。歌ってピアノを演奏する彼女の姿に一目惚れした野田から、六本木の高級飲食店に招かれるなど、熱心にアプローチを掛けられ、その後1992年（平成4年）に結婚。2男を儲け、長男は医師として活躍している。

## 人物
「奥ゆかしい人」「裏方に徹する人」というのが、周囲のもっぱらの評判である。鳩山幸や菅伸子のように、メディアへの露出が多かった歴代の首相夫人とは対照的に「ごく控えめな人」という評価だが、外交の舞台では逆にマイナスになるかも知れないという意見もあった。
夫の演説には定評があるが、彼女の弁舌もそれに劣らないと言われている。2006年（平成18年）に行われた民主党所属議員夫人らの集いで彼女が司会を務めたが、その場に同席した民主党の田嶋要は「多くの参席者が野田議員の夫人と気付かず、特別に招いたプロのアナウンサーだと思った」と語っている。